# Auguste François Marie Glaziou
Auguste François Marie Glaziou (né à Lannion en Bretagne le 30 août 1833 (ou 1828), mort à Bordeaux en 1906) était un ingénieur et paysagiste français.

## Biographie
Après avoir été diplômé en ingénierie civile, Glaziou étudie la botanique au Muséum national d'histoire naturelle de Paris, où il approfondit ses connaissances en agriculture et horticulture.
Il arrive au Brésil en 1858, à l'invitation de l'empereur Pierre II, avec pour mission de coordonner la Direction des parcs et jardins de la Maison impériale à Rio de Janeiro. Il est officiellement nommé dans ses fonctions en 1869.

## Travaux
Grâce à lui plusieurs espèces de plantes sont découvertes. Elles reçoivent son nom, comme le genre bignonia (Glaziovia), et maniçoba (Manihot glaziovii). Parcourant le pays, il constitue un herbier de 24000 plantes du Brésil qui est conservé au Musée national de Rio.
L'adoption du Oitizeiro, arbre brésilien caractéristique de l'arborisation des rues de Rio de Janeiro, lui est attribuée. C'est à lui que l'on doit le plus beau parc public de Rio de Janeiro, le Quinta da Boa Vista (anciennement Jardim da Aclamaçao), ainsi que de nombreux autres parcs et jardins de la ville, dont celui du musée de la République.